# Bromma
 (mai 2024).
Si vous disposez d'ouvrages ou d'articles de référence ou si vous connaissez des sites web de qualité traitant du thème abordé ici, merci de compléter l'article en donnant les références utiles à sa vérifiabilité et en les liant à la section « Notes et références ».
Bromma est un district de l'ouest de la ville de Stockholm. 

## Présentation
Broma abrite 82 000 habitants dans 40 000 logements et il devrait accueillir 100 000 habitantsen 2040. 
Environ 30 % de sin territoire est constitue de parcs et d'espaces naturels.
Bromma à une superficie de 24,60 km2.
L'aéroport de Stockholm-Bromma a été construit sur son territoire en 1936. On y trouve des lotissements, plusieurs réserves naturelles, forêts et lacs, dont la réserve naturelle du bois de Judarn, ainsi que les châteaux d'Åkeshov et d'Ulvsunda. Le camping d'Ängby jouxte une plage sur le lac Mälar.
Les quartiers de Bromma sont : Abrahamsberg, Alvik, Beckomberga, Blackeberg, Bromma Kyrka, Bällsta, Eneby, Höglandet, Mariehäll, Nockeby, Nockebyhov, Norra Ängby, Olovslund, Riksby, Smedslätten, Stora Mossen, Södra Ängby, Traneberg, Ulvsunda, Ulvsunda industriområde, Åkeshov, Åkeslund, Ålsten et Äppelviken.

## Personnalités
Ce district est le lieu de naissance de la peintre Ester Almqvist, pionnière de la peinture suédoise expressionniste, de Mats Sundin, ancien capitaine des Maple Leafs de Toronto, ainsi que de Douglas Murray, joueur des Canadiens de Montréal. Le premier ministre de Suède de 1932 à 1946, Per Albin Hansson, a vécu les dernières années de sa vie à Ålsten. Martin Eriksson, mieux connu sur le nom de E-Type est venu habiter Bromma à l'âge de 14 ans avec sa famille. Gunnar Myrdal et Alva Myrdal, mari et femme, respectivement lauréats du prix Nobel d'économie en 1974 et de la paix en 1982, ont vécu leur enfance à Bromma.